# Sallya natalensis
Sallya natalensis är en fjärilsart som beskrevs av Jean Baptiste Boisduval 1847. Sallya natalensis ingår i släktet Sallya och familjen praktfjärilar. Inga underarter finns listade i Catalogue of Life.

## Bildgalleri

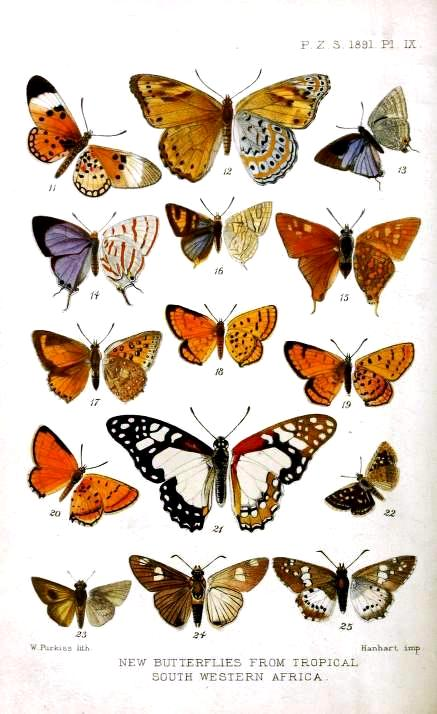